# 김세영 (1953년)
김세영(1953년 ~)은 대한민국의 만화 작가이다. 1973년 장은주가 작화를 담당한 《새로운 노래》로 데뷔하였다. 대표작으로 만화가 허영만과 함께 작업한 《미스터Q》, 《타짜》 등이 있다.